# SFB (rapformatie)
SFB (Strictly Family Business) is een Nederlands rapformatie uit Den Haag. De groep bestaat uit vier leden: Frenna (Francis Edusei), Jandro (Alejandro Hak), Priceless (Jackie Osei) en KM (Kaene Marica).
SFB bracht in 2014 de eerste mixtape getiteld Reset the levels uit. Het vervolg op deze mixtape werd in december 2015 in de vorm van de ep Reset the levels II: Boulevard uitgebracht, daarna volgde het derde album Reset de levels III, ten slotte "Reset the levels IV".
De rapformatie genoot van het succes dankzij het verzamelalbum New wave van het label Top Notch, waarop de leden van de rapformatie te horen zijn in acht van de zeventien nummers.

## Naam
De naam SFB is een afkorting voor Strictly Family Business. Deze naam werd door de groep gebruikt om hun onderlinge band te beschrijven. De leden gebruikten deze aanduiding al voordat de formatie actief was met het maken van muziek.

## Biografie

### Eerste stappen
SFB bracht zijn eerste rapnummer genaamd Ziekniehh in oktober 2013 uit op YouTube. Het nummer was geschreven in het kader van het verjaardagsfeest van toenmalig manager Rabby Racks. In een interview met lifestylewebsite "ballinnn.com" zei Frenna: "Het is eigenlijk heel toevallig gelopen. Voor Rabby zijn verjaardag was er een aftermovie geschoten en daar is de track 'Ziekniehh' onder gezet. Dat was gewoon een track die we voor de lol hadden gemaakt en niet eens online hadden gegooid."

### Eerste jaar
Na het succes van Ziekniehh bracht SFB in december 2013 zijn eerste officiële single ‘Flexen’ met de bijhorende videoclip gemaakt door Drovideo uit op hun eigen YouTube-kanaal. Gastrappers op de single waren Bolle en BKO. Daarna volgde dat jaar nog een aantal singles en waren de leden van SFB te horen op verschillende nummers van andere Nederlandse rappers. In april 2014 had SFB een ‘spitsessie’ bij het Nederlandse rapplatform Zonamo Underground.
In oktober 2014 maakte de rapformatie bekend om hun eerste mixtape genaamd Reset the levels uit te brengen op 10 december 2014, de dag waarop het nummer ‘Flexen’ precies een jaar uit was.
In de aanloop naar de release van de mixtape maakte Puna een korte documentaire over de totstandkoming van de muziek op de mixtape.
Op 10 december 2015 werd de mixtape gratis als download aangeboden op de officiële website van de rapformatie.

### New Wave en platendeal
In het voorjaar van 2015 werd bekend dat SFB betrokken was bij een project van platenlabel Top Notch, dit project zou een album worden met daarop nummers van verschillende opkomende rappers. De leden van de rapformatie leverden voor acht van de zeventien nummers op het album teksten en vocals. De nummers ‘Vallen in de club’ en ‘Nigga als ik’ werden beide een gouden plaat. Onder andere op basis van het succes van New Wave kreeg SFB een platencontract aangeboden bij hiphoplabel Top Notch.

### Reset the levels II: Boulevard
Na afloop van de eerste ep kondigde SFB aan een nieuwe plaat genaamd Reset the levels 2: Boulevard zouden uitbrengen. Deze plaat kwam in december 2015 uit als downloadbare ep in de iTunes Store en op Spotify.

### Gevangenschap in Suriname
In 2016 werden drie leden tijdens hun muziekreis naar Suriname gearresteerd vanwege seks met een minderjarige en het plaatsen van de video op het internet. KM zat twee maanden vast en werd eerder vrijgelaten omdat hij ongeveer even oud was als het meisje. De andere twee, Frenna en Priceless, werden na twee en een halve maand veroordeeld tot gevangenisstraffen. Ze kwamen meteen vrij omdat de straffen korter waren dan de tijd die ze in voorarrest hadden doorgebracht.

### Overlijden Rabby Racks
Op 20 januari 2024 is Rabby Racks dood aangetroffen in een woning. Na onderzoek is de politie tot de conclusie gekomen dat hij zichzelf van het leven heeft beroofd.